# Павац (Мехединци)
Павац (рум. Pavăț) насеље је у Румунији у округу Мехединци у општини Тамна. Oпштина се налази на надморској висини од 289 m.

## Становништво
Према подацима из 2002. године у насељу је живело 143 становника, од којих су сви румунске националности.